# Liste estnischer Komponisten klassischer Musik
Dies ist eine Liste bekannter estnischer Komponisten klassischer Musik.

## A
- Els Aarne (1917–1995)
- Evald Aav (1900–1939)
- Juhan Aavik (1884–1982)
- Tauno Aints (* 1975)
- Edgar Arro (1911–1978)
- Lydia Auster (1912–1993)

## B
- Johannes Bleive (1909–1991)

## E
- René Eespere (* 1953)
- Olav Ehala (* 1950)
- Heino Eller (1887–1970)
- Gustav Ernesaks (1908–1993)

## G
- Anatoli Garšnek (1918–1998)
- Igor Garšnek (* 1958)
- Galina Grigorjeva (* 1962)
- Sven Grünberg (* 1956)

## H
- Miina Härma (1864–1941)
- Karl August Hermann (1851–1909)
- Otto Hermann (1878–1933)
- Hans Hindpere (1928–2012)
- Johannes Hiob (1907–1942)
- Age Hirv (* 1973)

## I
- Heimar Ilves (1914–2002)

## J
- Lauri Jõeleht (* 1974)
- Liis Jürgens (* 1983)
- Heino Jürisalu (1930–1991)
- Juhan Jürme (1896–1943)

## K
- Andrus Kallastu (* 1967)
- Raimo Kangro (1949–2001)
- Pille Kangur (* 1966)
- Artur Kapp (1878–1952)
- Eugen Kapp (1908–1996)
- Villem Kapp (1913–1964)
- Johannes Kappel (1855–1907)
- Hillar Kareva (1931–1992)
- Alfred Karindi (1901–1969)
- Tõnis Kaumann (* 1971)
- Tiina Kiilaspea (* 1947)
- Jaan Koha (1929–1993)
- Margo Kõlar (* 1961)
- Kristjan Kõrver (* 1976)
- Tõnu Kõrvits (* 1969)
- Kerri Kotta (* 1969)
- Tatjana Kozlova (* 1977)
- Cyrillus Kreek (1889–1962)
- Ülo Krigul (* 1978)
- Alisson Kruusmaa (* 1992)
- Raimund Kull (1882–1942)
- Aleksander Kunileid-Saebelmann (1845–1875)
- Mati Kuulberg (1947–2001)

## L
- Aleksander Läte (1860–1948)
- Raimond Lätte (1931–1997)
- Artur Lemba (1885–1963)
- Heino Lemmik (1931–1983)
- Tarmo Lepik (1946–2001)
- Hugo Lepnurm (1914–1999)
- Märt-Mattis Lill (* 1975)
- Mihkel Lüdig (1880–1958)

## M
- Ester Mägi (1922–2021)
- Arne Männik (* 1947)
- Malle Maltis (* 1977)
- Anti Marguste (1931–2016)
- Kristo Matson (* 1980)
- Alo Mattiisen (1961–1996)

## N
- Tõnu Naissoo (* 1951)
- Uno Naissoo (1928–1980)
- Verner Nerep (1895–1959)
- Leo Normet (1922–1995)

## O
- Eduard Oja (1905–1950)
- Valter Ojakäär (1923–2016)
- Harri Otsa (1926–2001)

## P
- Boris Parsadanjan (1925–1997)
- Arvo Pärt (* 1935)
- Riho Päts (1899–1977)
- Aaro Pertmann (* 1971)
- Alo Põldmäe (* 1945)

## R
- Jaan Rääts (1932–2020)
- Kaljo Raid (1921–2005)
- Rein Rannap (* 1953)
- Villem Reimann (1906–1992)
- Jüri Reinvere (* 1971)
- Rauno Remme (1969–2002)
- Piret Rips (* 1965)
- Helmut Rosenvald (1929–2020)

## S
- Mart Saar (1882–1963)
- Friedrich August Saebelmann (1851–1911)
- Olev Sau (1929–2015)
- Mart Siimer (* 1967)
- Juhan Simm (1885–1959)
- Kuldar Sink (1942–1995)
- Marje Sink (1910–1979)
- Urmas Sisask (1960–2022)
- Timo Steiner (* 1976)
- Peeter Süda (1883–1920)
- Lepo Sumera (1950–2000)

## T
- Mirjam Tally (* 1976)
- Eino Tamberg (1930–2010)
- Jüri Tamverk (* 1954)
- Gennadi Taniel (1940–2015)
- Aleksander Eduard Thomson (1845–1917)
- Rudolf Tobias (1873–1918)
- Roman Toi (1916–2018)
- August Topman (1882–1968)
- Veljo Tormis (1930–2017)
- Toomas Trass (* 1966)
- Eduard Tubin (1905–1982)
- Konstantin Türnpu (1865–1927)
- Erkki-Sven Tüür (* 1959)
- Toivo Tulev (* 1958)
- Helena Tulve (* 1972)

## U
- Andres Uibo (* 1956)
- Artur Uritamm (1901–1982)

## V
- Peeter Vähi (* 1955)
- Mariliis Valkonen (* 1981)
- Adolf Vedro (1890–1944)
- Villu Veski (* 1962)
- Enn Vetemaa (1936–2017)
- Tuudur Vettik (1898–1982)
- Mari Vihmand (* 1967)
- Enn Võrk (1905–1962)

## W
- Adalbert Wirkhaus (1880–1961)